# Wagner Rossi
Wagner Gonçalves Rossi (São Paulo, 27 de janeiro de 1943), filho de João Rossi e Erma Gonçalves Rossi, é um advogado, produtor rural e político brasileiro filiado ao Movimento Democrático Brasileiro (MDB). É ex-ministro da Agricultura, Pecuária e Abastecimento durante o governo Lula e  governo Dilma.

## Carreira
É graduado em direito pela Universidade de São Paulo (USP) e em administração de empresas pela Universidade de Ribeirão Preto (Unaerp). Possui pós-graduação em economia política (USP), mestrado em educação (Unicamp) e Ph.D em administração e economia da educação (Bowling Green State University, Ohio, Estados Unidos). Foi professor na Unicamp, na USP e na UFSCar.. Casado e pai de cinco filhos, entre eles o deputado federal Baleia Rossi.
Filiado ao Movimento Democrático Brasileiro (MDB) desde 1981, foi eleito deputado estadual por São Paulo duas vezes seguidas, 1982 e 1986. Em seguida elegeu-se deputado federal também seguidamente (1990 e 1994). Entre 1989 e 1990 foi Secretário da Educação do Estado de São Paulo e, entre 1991 e 1994, foi titular da Secretaria de Transportes. Voltou à Câmara dos Deputados entre 2001 e 2003.
Presidia a Companhia Nacional de Abastecimento quando, em 1 de abril de 2010, assumiu o Ministério da Agricultura devido a saída do então titular, Reinhold Stephanes para concorrer nas eleições daquele ano.
Em 7 de dezembro de 2010, foi confirmado pela presidente eleita Dilma Rousseff (PT) na pasta da Agricultura de seu governo.
Na noite de 17 de agosto de 2011, Wagner Rossi apresentou pedido de demissão, pressionado pela família e por denúncias de irregularidades, como pagamento a uma empresa registrada em nome de "laranjas". Em nota, a presidente Dilma Rousseff disse que o ex-ministro "deu importante contribuição ao governo com projetos de qualidade que fortaleceram a agropecuária brasileira".
Em 29 de marco de 2018 foi preso pela Polícia Federal no âmbito da Operação Skala de combate à corrupção, autorizada pelo Ministro Luís Roberto Barroso, do STF.